# Текноним
Текно́ним (др.-греч. τέκνον «ребёнок» + ὄνομα «имя») — разновидность личного имени, которая присваивается родителю по имени ребёнка. По принципу наименования текноним тем самым противоположен патрониму, передаваемому от отца, и матрониму, передаваемому от матери.
Термин был впервые введён антропологом Эдуардом Бернеттом Тайлором в статье 1889 года. У арабов аналогичное явление (часть личного имени) известно как кунья.

## Культуры, использующие текнонимы
- У австронезийцев:
  - кокосовые малайцы на Кокосовых островах (родители именуются по имени своего первенца)[3]
  - балийцы[4]
  - бецилео на Мадагаскаре[5]
  - ментавайцы в Индонезии[6]
  - ями на Тайване[7]
  - согласно описанию Клода Леви-Стросса, у группы пенан на Калимантане человека могли называть одним из трёх видов имён: «либо личным именем, либо текнонимом („отец такого-то“, „мать такого-то“), либо, наконец, тем, что можно назвать некронимом, выражающим семейную связь субъекта с умершим родственником („отец мёртвый“, „племянница мёртвая“ и т. п.)». В случае смерти ребёнка текноним замещался некронимом («ребёнок, родившийся первым, умер»), но при последующем рождении новый текноним снова вытеснял некроним[8]
- Арабы: например, если у саудийца по имени Хасан старшего сына назвали Зайн, куньей Хасана станет Абу Зайн (буквально «отец Зайна»), мать первенца по имени Малик будет известна как Умм Малик и т. п.
- В Азии:
  - корейцы: например, мать ребёнка по имени Су-Мин (Su-min) может быть известна как Su-min Eomma («мать Су-Мин»)[2]
  - чины: употребление текнонима обязательно при обращении ребёнка к старшему и предпочтительно при обращении взрослого к старшему по возрасту или по положению; описан случай, когда женатого человека, не имеющего детей, называли «Отец без имени»[9]
  - бухарские евреи: использование текнонима связано с запретом называть старших родственников и вообще знакомых по имени; в целом у бухарских евреев было принято называть родителей именем первого мальчика, хотя иногда пол ребёнка не был важен[10]:

«Если это взрослая женщина, то говорят имя первого ребёнка: позовите мать того-то. Неважно, мальчик или девочка — первенец. Как сказать, если не известно, то можно второго. Вот меня все говорят, кто проходит: „Иосиф-нанэша“ (бух.-евр. „мама Иосифа“) […] Мужа называют именем первого или последнего ребёнка: „дады-Йоська“ (бух.-евр. „папа Иосифа“), например» (Бухара, жен., 33 г.).
- В Африке:
  - суахили в Танзании и Кении[11]
- В Амазонии[12]
- Коренные народы Северной Америки[13]:
  - тлинкиты: текнонимы образуются путём прибавления к имени ребенка слов «иш» (отец) или «тла» (мать)
  - северные атапаски[14]
  - хайда на островах Королевы Шарлотты: у них при рождении ребёнка менялось имя не только отца и матери, но также деда и бабки